# Carradale
Carradale est un village dans l'Argyll and Bute, en Écosse. Il se trouve sur le côté est de Kintyre et face à la côte ouest de l'île d'Arran dans le Firth of Clyde.